# Hamra revir
Hamra revir var ett skogsförvaltningsområde inom Dalarnas överjägmästardistrikt som omfattade Hamra kapellag av Gävleborgs län och Voxna-Risbergs kronopark i Ängersjö kapellag av Jämtlands län. Reviret, som var indelat i sex bevakningstrakter, omfattade 41 502 hektar (1920) allmänna skogar, fördelade på två kronoparker.